# Sabinae
Le Sabinae (Sabine) erano una tragedia praetexta del tragediografo e commediografo latino Quinto Ennio.

## Trama
Prima delle due praetextae composte da Ennio, l'opera aveva carattere storico-mitologico e narrava l'episodio del ratto delle Sabine, celebrando alcune leggendarie figure della storia romana tra cui quella del fondatore e primo re di Roma, Romolo.
Ne restano due versiː Cum spolia generis detraxeritis, - ^ / quam inscriptionem dabitis?.